# Yebra (Benuza)
Yebra es una pedanía del municipio español de Benuza, perteneciente a la provincia de León, en la comunidad autónoma de Castilla y León. Forma parte de la comarca de La Cabrera

## Demografía
| Gráfica de evolución demográfica de Yebra entre 2000 y 2016 |
|                                                             |
| Población según el padrón municipal de 2016 del INE.        |

## Festividades
- 20 de mayo: Fiestas de San Bernardino.
- 29 de septiembre: Fiestas de San Miguel

## Monumentos
- Iglesia de San Miguel[4]

## Pascual Madoz
Así describía Pascual Madoz en la primera mitad del siglo XIX, en el Diccionario geográfico-estadístico-histórico de España y sus posesiones de Ultramar, a la localidad:

Lugar en la provincia de León,partido judicial de Ponferrada,diócesis de Astorga,audiencia territorial y capitanía general de Valladolid, ayuntamiento de Sigüeya.Situado a la izquierda del rio Cabrera;su clima es frio,pero sano.Tiene 42 casas;escuela de primeras letras;iglesia parroquial(San Miguel)aneja de Benuza,servida por un coadjutor,y buenas aguas potables,confina con la matriz y Santalavilla.El terreno es de mediana calidad y le fertilizan las aguas del Cabrera.Los caminos son locales.Producción: granos,legumbres,lino,frutas,vino y pastos;cria ganados y alguna caza.Industria:telares de lienzos del pais.Poblacion:44 vecinos,182 almas.Contribución con el ayuntamiento.
Madoz